# هيدي هابيل
هيدي هابيل (بالإنجليزية: Heidi Abel)‏ (و. 1929 – 1986 م) مقدمة تلفزيونية، ومقدمة برامج إذاعية سويسرية، ولدت في بازل، توفيت في زيورخ، عن عمر يناهز 57 عاماً.

## وصلات خارجية
- هيدي هابيل على موقع IMDb (الإنجليزية)
- هيدي هابيل على موقع كينوبويسك (الروسية)

- هيدي هابيل في قاعدة بيانات الأفلام على الإنترنت